# Sue Partridge
Susan „Sue“ Partridge (* 12. September 1930 in Wellington, England; † 4. Dezember 1999 in Neuilly-sur-Seine, Frankreich) war eine britische Tennisspielerin.
Partridge gewann 1951 die British Covered Court Championships, 1952 stand sie im Finale, wo sie Angela Mortimer unterlag. 1952 gewann sie die Italienischen Meisterschaften.
Sie war mit dem französischen Tennisspieler Philippe Chatrier verheiratet. Die Ehe wurde wieder geschieden.